# 氷川神社 (蓮田市)
氷川神社（ひかわじんじゃ）は、埼玉県蓮田市の神社。

## 歴史
1689年（元禄2年）に創建された。当初は別の場所に位置していたが、1720年（享保5年）に現在地に移転した。なお、『氷川神社明細帳』には、創建年を「天和九年」としているが、「天和」は4年しかなく、「天和九年」に相当するのは「元禄二年（1689年）」であるので、その年に創建されたものと推測される。
1872年（明治5年）、近代社格制度に基づく「村社」に列せられた。1944年（昭和19年）に、「氷川社」から「氷川神社」に改称された。

## 交通アクセス
- 路線バス西上平野停留所より徒歩12分。